# 石蝴蝶
石蝴蝶（学名：Petrocosmea duclouxii）为苦苣苔科石蝴蝶属下的一个种。

## 扩展阅读
- 維基物種上的相關：石蝴蝶